# Wilhelm Wetekamp
Wilhelm Wetekamp (* 4. September 1859 in Lippstadt; † März 1945 in Berlin) war ein deutscher Reformpädagoge und Politiker (Freisinnige Volkspartei). Von 1894 bis 1903 war er Mitglied des Preußischen Abgeordnetenhauses. Er war ein Pionier des Naturschutzes in Preußen.

## Leben
Wetekamp war Sohn des Bäckers und Landwirts Franz Wilhelm Wetekamp. Er erwarb das Reifezeugnis am 16. Juli 1878 an der Realschule 1. Ordnung zu Lippstadt.

Die Wurzeln für sein späteres herausragendes Naturschutzengagement und sein reformpädagogisches Streben nach praxisnahem Unterricht finden sich in seiner Gymnasialzeit. Rückblickend erzählte er 1929:
„Die erste Anregung in Bezug auf die Notwendigkeit eines Naturschutzes habe ich schon in meiner Knabenzeit erhalten… Als Quartaner machte ich mit meinem Lehrer Dr. Buddeberg häufiger Ausflüge in die Umgebung, um in Teichen und Gräben Wassertiere zu sammeln. Als ich dann in den folgenden Jahren sah, wie ein Teich und Graben nach dem anderen verschwand, dämmerte in mir der Gedanke auf, dass dadurch ein großer Teil der Natur und der Lebewesen in ihr vernichtet würde… Später machte uns Professor Hermann Müller (1829–1883), der Erforscher der Beziehungen zwischen Blumen und Insekten, bei der Gelegenheit eines geologischen Ausfluges auf prachtvolle Hornsteinfelsen bei Belecke aufmerksam und sagte dabei: „Wie lange wird es dauern, da liegen sie als Schotter auf der Chaussee“. Wir alle waren erschreckt und erstaunt, dass es erlaubt sein könne, derartige landschaftliche Schönheiten, die der Allgemeinheit gehörten, zu einem solchen Zwecke zu vernichten.“
Wetekamp studierte Naturwissenschaften und Mathematik sowie Französisch an der Friedrich-Wilhelms-Universität Berlin, der Universität Jena und Universität Breslau. In Breslau bestand er sein Staatsexamen. Seine Prüfung für das Lehramt legte er 1883 ab (pro fac. doc.). Er hatte damit die Lehrbefähigung für Chemie, Naturwissenschaften, Erdkunde und Mathematik. Seine Lehrerkarriere begann 1884 am Königlichen Gymnasium in Brieg mit dem Probejahr und der Anstellung ab 1885 und setzte sich fort ab 1887 am Elisabeth-Gymnasium in Breslau, wo er 1888–1892 fest angestellt war. Am 1. April 1888 wurde er Studienrat und am 17. März 1906 Oberstudiendirektor.
Vom 1. Oktober 1879 bis 30. September 1880 war er Einjährig-Freiwilliger in Breslau bei der Feldartillerie und erhielt den Rang eines Vizewachtmeisters.
Er war über 50 Jahre lang ab 1888 mit Anna Wetekamp, geb. Michaelis verheiratet. Sie hatten einen Sohn – Otto Wetekamp, geboren 1889. Am 1. Oktober 1924 wurde Wilhelm Wetekamp in den Ruhestand versetzt. Am Ende seines Lebens erlitt er noch einige Schicksalsschläge. Er musste den Tod seines Sohnes erleben und wurde 1943 während des Krieges ausgebombt, wobei er Wohnung und Habe verlor. Wetekamp wohnte in der Kyffhäuserstraße 3 in Schöneberg.

### Schulreformer
Als Lehrer am Realgymnasium zum Heiligen Geist in Breslau begann er, sich für eine Schulreform zu engagieren. Er wurde Mitglied des Vereins für Schulreform und Schriftführer seiner Breslauer Ortsgruppe und plädierte dafür, die humanistischen und Realgymnasien zusammenzufassen und erst in der Mittel- und gymnasialen Oberstufe spezielle Zweige für Sprachen und Naturwissenschaften vorzusehen. Außerdem sollte in der Oberstufe ein Kurswahlsystem eingeführt werden. Auf seine Initiative hin wurden in Breslau eine Volkshochschule und studentische Arbeiterkurse gegründet.
Ab 1903 baute er als Leiter das Werner-Siemens-Realgymnasium (WSRG) in Schöneberg nach dem reformpädagogischen Frankfurter Lehrplan auf. 1906–1924 war er dessen Direktor. Er legte Wert auf die Selbsttätigkeit der Schüler und führte am WSRG als erster Schule in Preußen eine Schülervertretung ein.

Ein prominenter früherer Schüler des WSRG, der Bildhauer, Kunstpädagoge und Zeichner Kurt Harald Isenstein, erinnerte sich an seine Schulzeit:
„Ich besuchte das berühmte Werner von Siemens Realgymnasium, wo man sehr moderne pädagogische Prinzipien vertrat. Wir durften spielen und Spaß an der Arbeit haben und hatten schnell herausgefunden, dass das Modellieren das Spannendste von Allem war. Während der ganzen Schulzeit gab es keinen Zweifel: Ich wollte Künstler werden.“
Im WSRG wurden 3 Vorklassen eingerichtet und Wetekamp förderte die Reformbestrebungen seines Vorschullehrers Karl Vorwerk, der durch seine Veröffentlichungen und Vorträge bekannt wurde und großen Wert dem Malen, Zeichnen, Formen, Falten und Stäbchen legen beimaß.
Erst als Wetekamps Gymnasium nach den Sommerferien 1908 das neue geräumige Schulgebäude in der Hohenstaufenstraße 47–48 bezog, in dem es Physik-, Biologie-, Chemieraum, Zeichensaal, Modellraum und Gesangssaal gab und auf einer turmähnlichen Plattform über dem Dachfirst der Aula Horizontstudien möglich wurden, konnte Wetekamp sein pädagogisches Konzept verwirklichen. Der Werkunterricht in den Vorklassen und Kursen wurde ausgebaut. Naturwissenschaftlich-mathematische Unterrichtsfächer erlangten einen hohen Stellenwert. Nach den ersten erfolgreichen Abschlussprüfungen wurde die Schule am 23. März 1909 als Realgymnasium anerkannt.
Sehr bald gab es fakultativen Stenographie-Unterricht am WSRG, einen Ruderverein, ein Schülerorchester, einen Schülerverein für körperliche Übungen, Wochenendwanderungen und Ferienfahrten in die Mittelgebirge, einen Tennis- und einen Fechtklub. Ein hohes Niveau hatte das Schülertheater. Wetekamp selbst trat als König Lear auf. Später entstanden ein literarischer Verein und ein Lesezimmer. Wetekamp setzte sein Reformkonzept innovativ um.
Die Eltern wurden nicht nur bei Schüleraufführungen und Festveranstaltungen einbezogen. Der Elternbeirat befasste sich mit den hygienischen Verhältnissen und befürwortete die Abschaffung der Weihnachtszeugnisse. In der Zeit der Inflation gab es Unterstützung aus dem Elternbeiratsfonds und der Wetekampstiftung. Ein Unterstützungsfonds finanzierte 15 Freischüler.
Mit Beginn der Sommerferien 1912 unternahm Wetekamp eine große Studien- und Erholungsreise nach Südamerika. Er besuchte die deutschen Auslandsschulen in Peru, Chile, Argentinien und Brasilien und übernahm erst wieder im Januar 1913 die Leitung des Gymnasiums.
Schulfachleute aus dem In- und Ausland, zahlreiche Studienkommissionen und die Presse besuchten das immer bekannter werdende Wetekampsche Gymnasium.
Wetekamp gehörte zu den Begründern des Bund für Schulreform ab 1908. Ab 1919 beriet er als Direktor des WSRG das Preußische Ministerium für Wissenschaft, Kultur und Volksbildung zur Schülerselbstverwaltung. Ein entsprechendes Dezernat wurde eingerichtet.
Die Entwicklung der Schülerselbstverwaltung in seinem Gymnasium analysierte Wetekamp 1919 in einem Beitrag für das Deutsche Philologen-Blatt. Er nannte zwei Gründe, die ihn zur Einführung bewogen hatten: der eine „die Vereinzelung, die ja mit dem Großstadtleben im allgemeinen untrennbar verknüpft ist“ und der zweite, „die Erkenntnis, dass die höhere Schule die Aufgabe hat, „Führer“ auszubilden, die gewillt und geeignet sind, im späteren Leben ihre Kraft in den Dienst des Gemeinwohls zu stellen.“
Der Politikdidaktiker Matthias Busch beschrieb 2016 das Praxisbeispiel Schülerausschuss am Werner-Siemens-Realgymnasium und vermerkte, dass die beiden Ansätze Wetekamps charakteristisch für die damaligen Reformbestrebungen waren, dass aber ungewöhnlich „die breite Unterstützung der Selbstregierung durch die Lehrerschaft“ war, die als linksliberal galt. Wetekamp erläuterte in seiner Schrift, wie die Schülerselbstverwaltung schrittweise aus vorhandenen Strukturen wie der geheimen Wahl der Klassenämter entwickelt wurde über die Wahl von Vertrauensschülern, die zwischen Klasse und Lehrer vermittelten bis hin zur Wahl eines Schülerausschusses, dem je zwei gewählte Schüler aus den Klassen und Vertreter aus jedem Schülerverein angehörten. Busch findet beachtenswert, „dass die Schüler mehr und mehr Kompetenzen und Aufgabenfelder für sich beanspruchen dürfen“ und stellt fest, dass die Schülerselbstverwaltung „sukzessive neben gesellschaftlichen, karitativen und kulturellen Aufgaben „politisch“-administrative, -regelsetzende und -rechtsprechende Funktionen innerhalb der Schulgemeinschaft“ integriert. Er betont auch den „partizipativen Prozess“, zu dem Wetekamp schrieb: „Dieser Ausbau geschah aber nicht auf Anordnung von oben, sondern entweder auf unmittelbare Anregung aus Schülerkreisen heraus oder durch gesprächsweise gegebene Anregungen, die von den Schülern aufgenommen und selbst weiterverarbeitet wurden. Gerade dieser Weg, der ja auch einzig und allein dem Wesen der Selbstverwaltung entspricht, empfiehlt sich…“
Wetekamps freizügige Geisteshaltung, die auch ihren äußeren Ausdruck in der „Abkehr vom Kolonnenlaufen auf dem Schulhof“ ihren Ausdruck fand prägte nicht nur sein Gymnasium, das 1935 geschlossen wurde.

### Politiker und Naturschützer
Wetekamp war Mitbegründer des Waldeck-Vereins in Breslau. 1893 und 1898 wurde Wetekamp für die Freisinnige Volkspartei (FVp) im Wahlkreis Breslau 4 in das Preußische Abgeordnetenhaus gewählt, dem er bis 1903 angehörte. 1906–1919 war er Stadtverordneter in Schöneberg (ab 1912 Berlin-Schöneberg).
Am 30. März 1898 hielt er im Preußischen Abgeordnetenhaus eine heute als „bahnbrechend“ bezeichnete und oft zitierte Rede in einer Plenardebatte, in der er auf die Vernichtung der heimischen Tier- und Pflanzenwelt hinwies und die Einrichtung von Staatsparks forderte. Die Gebiete sollten nach dem Vorbild US-amerikanischer Nationalparks dazu dienen, „gewisse Boden- und Landschaftsformen zu erhalten, andererseits der Flora und Fauna Zufluchtsorte zu gewähren, in denen sie sich halten“. Damit wurde Wetekamp einer der Begründer der deutschen Naturschutzbewegung.
Seine Forderung, eine Kommission von Geografen, Geologen und Biologen einzusetzen, damit sie Vorschläge ausarbeiten, die sie dem Landtag als Gesetzesvorlage unterbreiten, führte dazu, dass am 31. Dezember 1898 eine Konferenz von Vertretern interessierter Ministerien unter Federführung von Ministerialdirektor Friedrich Althoff stattfand, und Wetekamps Bericht an die preußischen Verwaltungsbehörden versandt wurde.
Am 1. Oktober 1906 wurde als erste Naturschutz-Behörde die Staatliche Stelle für Naturdenkmalpflege in Preußen eingerichtet, zuerst in Danzig, ab 1910 in (Berlin-)Schöneberg, Grunewaldstraße 6–7. Wetekamp hatte vorgeschlagen, Hugo Conventz (1855–1922) mit der Leitung zu betrauen, der Museumsleiter in Danzig war und damit beschäftigt, die Naturmerkwürdigkeiten Westpreußens zusammenzustellen. Mit ihm war Wetekamp seit der gemeinsamen Tätigkeit im Akademisch-naturwissenschaftlichen Verein in Breslau befreundet.

Der Historiker Hans Werner Frohn kennzeichnet Wetekamps Rolle so:
„Wetekamp war der erste Abgeordnete, der das Anliegen des Naturschutzes aus dem engen Milieu der Naturkundler und wissenschaftlichen Experten herauslöste und dem Naturschutz im Parlament eine politische Plattform gab.“
Die Verordnung des preußischen Ministers der geistlichen, Unterrichts- und Medizinalangelegenheiten „Grundsätze für die Förderung der Naturdenkmalpflege in den Provinzen“ vom 30. Mai 1907 war dann die Grundlage für die Bildung von Provinzialkommissionen. Die Brandenburgische Provinzialkommission für Naturdenkmalpflege, die bis 1926 auch für Berlin zuständig war, wurde am 17. Februar 1908 im Lichthof der Teltower Sparkasse in Berlin gegründet.  Wetekamp war von 1908 bis 1922 ihr ehrenamtlicher Geschäftsführer.

Regine Auster, Geschäftsführerin des Fördervereines Haus der Natur in Potsdam, hält dazu 100 Jahre nach der Gründung fest:
„Aus den bescheidenen Anfängen einer kleinen, nur wenige Mitglieder zählenden Kommission hat sich bis heute eine weit verzweigte Naturschutzverwaltung entwickelt.“ Und weiter: „Preußen hatte damit als erstes Land in Europa den Naturschutz zu einer staatlichen Aufgabe erhoben.“ 
Allerdings verweist sie auch darauf, dass die Provinzialkommission, der immerhin Spitzenvertreter aus Wissenschaft und Verwaltung angehörten, keine amtlichen Befugnisse hatte und dass der „unausgesprochene Kompromiss“ lautete: „Naturschutz darf nichts kosten“.
Der erste Versuch, über Fragebogen Naturschutzobjekte zu erfassen, brachte wenig Ergebnisse. Wetekamp wurde daher selbst aktiv. Er hatte großen Anteil an der Ermittlung, Erforschung und Beobachtung der Naturdenkmäler in der Mark. Schwerpunkte für Berlin waren der Seeufer- und der Waldschutz, die die Erholungsräume für die Großstadt sichern sollten. Die Regierungspräsidien erließen zahlreiche Landschaftsschutzverordnungen.
Wilhelm Wetekamp befasste sich mit der Kartierung von Findlingen. Er erfasste 179 Findlinge, die vielerorts gefährdet waren, wobei ihm sein Regenschirm als Messinstrument diente. Die Ergebnisse seiner Forschungen veröffentlichte Wetekamp 1917 in den Beiträgen zur Naturdenkmalpflege, eine weitere Übersicht erschien 1924 im Märkischen Heimatbuch.
Hans Klose (1880–1963) brachte diese Arbeit zum Abschluss und veröffentlichte die wichtigsten Ergebnisse. Zusammen mit Klose initiierte Wetekamp die Erfassung besonderer Bäume als Naturdenkmale in Berlin und Brandenburg wie auch die Ausweisung der ersten märkischen Naturschutzgebiete. In den Schulferien bereiste er die Mark Brandenburg und leitete Naturschutzmaßnahmen ein. Wetekamp war beteiligt an der Errichtung der Schulfarm auf der Insel Scharfenberg im Tegeler See.

1907–1920 war Wetekamp zweiter Vorsitzender des Zweigvereins Brandenburg des Bundes Heimatschutz. Bis 1932 engagierte er sich dann noch als Beauftragter für die brandenburgischen Bodenaltertümer.
„Wir müssen durch Übernahme der Wälder seitens der Kommune einen Gemeinbesitz an die Stelle des Einzelbesitzes treten lassen, einen Besitz, der, wenn er auch nicht faktisch vorhanden ist, doch ideal da ist, und wir können keinen schöneren solchen Besitz haben als unsere gemeinsame, schöne Natur, in der wir uns gemeinsam, hoch und niedrig, reich und arm, bewegen können und immer wieder neue Kraft und Freude für das Leben finden können“, fasste Wilhelm Wetekamp für den Bund Heimatschutz Brandenburg die Intentionen der Waldschutzbewegung zusammen.
Wilhelm Wetekamp besorgte auch die Redaktion der 8 Hefte der Mitteilungen der Brandenburgischen Provinzialkommission für Naturdenkmalpflege. die von 1908 bis 1921 erschienen.

### Esperantist
Auf die internationale Sprache Esperanto wurde Wetekamp durch einen Artikel Alfred Hermann Frieds (1864–1921) in einer pazifistischen Zeitung aufmerksam. Fried bereitete 1902/1903 die Gründung einer deutschen Esperanto-Gesellschaft in Berlin vor und versammelte in seiner Schöneberger Wohnung Interessierte, gab in Schöneberg auch ein Esperanto-Lehrbuch heraus, musste dann aber Berlin verlassen und ging nach Wien zurück. Die Gründung der Esperantisten-Gruppe Berlin wurde durch den Schweizer Journalisten Jean Borel (1868–1946) gemeinsam mit Adolf Schmidt (1860–1944), Wilhelm Wetekamp und anderen im November 1903 in den Räumen des Verlags Möller & Borel, Prinzenstraße 95 unter der Schirmherrschaft der Deutschen Friedensgesellschaft, der auch Wetekamp angehörte, vollzogen.
Wetekamp engagierte sich in der Berliner Esperanto-Organisation bis in die 1930er Jahre. 1906 gehörte er gemeinsam mit Wilhelm Foerster (1832–1921) und anderen Persönlichkeiten zu dem Komitee, das zu dem Vortrag Wilhelm Ostwalds (1853–1932) Die internationale Hilfssprache und das Esperanto in die Aula der neu eröffneten Handelshochschule in der Spandauer Straße vor allem ein universitäres und akademisches Publikum, aber auch Wirtschafts- und Handelskreise eingeladen hatte. Wetekamp leitete die Veranstaltung mit etwa 600 Besuchern, in der Ostwald über die Vorteile einer künstlich geschaffenen Sprache wie das Esperanto für die Lösung der Probleme der internationalen Kommunikation sprach.
1922 unterzeichnete Wetekamp den Aufruf des Deutsch-Akademischen Esperanto-Bundes an die deutschen Akademiker zugunsten des Esperanto. Im gleichen Jahr fand in der Aula des WSRG im März ein Esperanto-Abend mit künstlerischen Beiträgen statt, zu dem Wetekamp den Vortrag darüber hielt, „was Esperanto will und was es leistet“ und sein Kollege, der Reformpädagoge Wilhelm Wittbrodt aus Neukölln, mit seiner Esperanto-Klasse eine Probelektion vorführte.
Wetekamp bot an seiner Schule als Wahlfach Esperanto-Unterricht an. Er gehörte ab 1922 neben Eugen Wüster (1898–1977) und anderen zur Prüfungskommission Berlin des Esperanto-Instituts für das Deutsche Reich. Ab 1930 war er Vorsitzender der Esperanto-Schule Berlin (ESB) und arbeitete auch hier mit Wilhelm Wittbrodt zusammen, der 3. Vorsitzender war. 1932 leitete Wetekamp die Hauptversammlung der ESB.
Bis Anfang der 1930er Jahre hatte sich die Esperanto-Sprachgemeinschaft in Berlin stark differenziert, zum Teil zerstritten. Es gab die Ortsgruppen des Deutschen Esperanto-Bundes, die sogenannten neutralen Gruppen, die Gruppen des kommunistisch orientierten Deutschen Arbeiter-Esperanto-Bundes und die des sozialdemokratisch orientierten Sozialistischen Esperanto-Bundes und weitere. Am 10. Oktober 1931 trafen sich 50 Esperantisten, die die unterschiedlichen Gruppen repräsentierten, um die Zusammenarbeit in Berlin zu organisieren. Geleitet wurde diese Zusammenkunft von dem allgemein akzeptierten Wilhelm Wetekamp.
Doch 1933 wurden die Arbeiter-Esperanto-Organisationen in Deutschland verboten, 1935 der Esperanto-Unterricht und 1936 der Deutsche Esperanto-Bund. Wetekamp erlebte das Wiederaufleben des Esperanto nach 1945 nicht mehr. Sein Mitstreiter Wilhelm Wittbrodt aber wurde 1949 der erste Vorsitzende der Esperanto-Liga Berlin.

## Ehrungen
- 1897 Centenarmedaille.
- Das Königreich Preußen zeichnete Wetekamp am 27. Januar 1906 mit dem Ehrentitel Professor und am 19. September 1918 mit dem Titel Geheimer Studienrat aus.
- 15. November 1909 Roter Adlerorden 4. Kl.

- Ehrenmitglied der Brandenburgia.
- Ehrenvorsitzender des Stenographenverbandes Stolze-Schrey.
- Porträtbüste Wetekamps von Bildhauer Kurt Harald Isenstein (1898–1980).  Die Büste stand in der Schule Hohenstaufenstraße 47/48 (1955 1. Oberschule Praktischen Zweiges) und wurde 1955 an das Schöneberger Heimatarchiv übergeben. Geplant war, die Büste im Rathaus Schöneberg aufzustellen.[26] Der Verbleib der Büste ist unbekannt.
- Ölgemälde Wetekamps von Gustav Schliwa (1869 bis um 1930), geschaffen 1924. Es befindet sich im Lehrerzimmer der Schule Hohenstaufenstraße 47/48 (seit 1970 Georg-von-Giesche-Oberschule).[27]

## Werke
- Schulreformen und Schulreformbestrebungen in den skandinavischen Ländern. Druck v. Grass, Barth & C., Breslau 1897 (Digitalisat).
- Volksbildung – Volkserholung – Volksheime. Neue Wege zu ihrer Förderung. R. Gaertner, Berlin 1900.
- Selbstbetätigung und Schaffensfreude in Erziehung und Unterricht: Mit besonderer Berücksichtigung des ersten Schuljahres. Teubner, Leipzig 1908, erschien 1922 in der 5. Auflage.
- Das Prinzip der Arbeitsschule angewendet auf den Gesamtunterricht in der Unterstufe. In: Erster Deutscher Kongress für Jugendbildung und Jugendkunde in Dresden am 6., 7. und 8. Oktober 1911. Erster Teil. Die Arbeitsschule. Vorträge und Verhandlungen am Freitag, den 6. Oktober 1911 (Arbeiten des Bundes für Schulreform; 4). Leipzig, Berlin: 1912, S. 30–35.
- Die Schülerselbstverwaltung am Werner Siemens-Realgymnasium zu Berlin-Schöneberg. In: Deutsches Philologen-Blatt Nr. 7//8, Leipzig 19. Februar 1919, S. 73–76.
- Aus der Geschichte der staatlichen Naturdenkmalpflege. In: Mitteilungen der Brandenburgischen Provinzialkommission für Naturdenkmalpflege, Bd. 7/1914, S. 207–218.
- (Red.): Mitteilungen der Brandenburgischen Provinzialkommission für Naturdenkmalpflege. Vossische Buchhandlung, Berlin, Heft 1/1908 – Heft 8/1921.

## Erinnerung an Wilhelm Wetekamp
2005
- 13. November – Exkursion zu Lebens- und Wirkungsstätten des Reformpädagogen, Naturschutzpioniers und Berliner Esperantisten Wilhelm Wetekamp im Gedenken an seinen 60. Todestag, veranstaltet von der Esperanto-Liga Berlin (Führung: Fritz Wollenberg)

2008
- 18, Februar – Beim Kolloquium im Friedenssaal (Potsdam) zum 100. Jubiläum des Naturschutzes in Brandenburg, Schirmherr Dietmar Woidke, Agrar- und Umweltminister von Brandenburg, werden Wilhelm Wetekamp und Hans Klose als Geschäftsführer der Brandenburgischen Provinzialkommission für Naturdenkmalpflege gewürdigt, die sich für die Erfassung und Unterschutzstellung von Findlingen und markanten Bäumen als Naturdenkmale und die Sicherung der ersten Naturschutzgebiete Brandenburgs engagierten. Neben dem historischen Rückblick zur Organisation des staatlichen Naturschutzes, der bis in die Wendezeit geführt wurde, ging es auch um aktuelle Fragen: privates Engagement für den Naturschutz und zum Verhältnis von Naturschutz und Staat.
- Zum  Jubiläum veröffentlichte Regine Auster die Schrift 100 Jahre Naturschutz in Brandenburg. Wilhelm Wetekamp und die Brandenburgische Provinzialkommission für Naturdenkmalpflege 1908 bis 1922.[28] Darin heißt es:

„Der engagierte Naturschützer und Pädagoge verdient es aufgrund seiner Persönlichkeit und seiner Leistungen, noch mehr als bisher im historischen Bewusstsein des Brandenburger Naturschutzes fest verankert zu werden.“
2009
- 23. Mai – Gedenkexkursion der Ortsgruppe Lippstadt und Kreisgruppe Soest des Bund für Umwelt und Naturschutz Deutschland (BUND), veranstaltet zusammen mit der Arbeitsgemeinschaft Biologischer Umweltschutz (ABU) und dem NABU. Die Exkursionsgestaltung orientierte sich an einem seinerzeitigen „Schülerausflug“ und war eine naturkundliche und geologische Wanderung vom Ostendorf-Gymnasium Lippstadt zu den Külbesteinen bei Belecke (ca. 23 km).
- Festkolloquium des Arbeitskreises Naturschutzgeschichte zum 150. Geburtstag Wilhelm Wetekamps im Haus der Natur Potsdam. Grußworte: Axel Steffen, Manfred Walhorn / Vorträge: Regine Auster: Schule, Natur und Heimat. Das Engagement von Wilhelm Wetekamp als Pädagoge und Naturschützer. / Hans Werner Frohn: Naturschutz und Schule 1900–1945. Zwischen Naturkunde und Besinnungsbildung. / Norbert Jung: Naturschutz und Umweltbildung. Ziehen beide an einem Strang? / Brigitte Nikoleit, Manfred Lütkepohl, Charlotte Bergmann: Erfahrungsberichte aus der Praxis.